# Лютий Григорій Михайлович
Григорій Михайлович Лютий (21 січня 1924, Городище — 21 жовтня 1986) — Герой Радянського Союзу, в роки радянсько-німецької війни командир відділення 904-го стрілецького полку (245-та стрілецька дивізії, 59-а армія, 1-й Український фронт), сержант.

## Біографія
Народився 21 січня 1924 року в місті Городищі Черкаської області в сім'ї селянина. Українець. Закінчив Городищенську СШ (нині Городищенська ЗОШ №1 ім. С.С. Гулака-Артемовського) і кооперативний технікум в місті Умані.
У Червоній Армії з січня 1944 року. У діючій армії з лютого 1944 року. У квітні 1944 року в боях під Яссами (Румунія) був важко поранений. Після лікування в госпіталі повернувся в стрій.
У боях за місто Катовиці (Польща) з відділенням захопив дві гармати, знищив чотирнадцять гітлерівців, дев'ятьох взяв у полон.
При форсуванні Одера в ніч на 31 січня 1945 року на південь від населеного пункту Рейгерсфельд (Берава, 6 кілометрів на південний схід від міста Кендзежин, Польща) важко поранило командира взводу. Сержант Лютий прийняв командування взводом на себе, вміло організував переправу бійців через річку і закріпився на березі. Вогнем взводу прикривав переправу підрозділів полку. Під прикриттям ночі під час атаки пануючої висоти взвод перший зайняв її. Діючи у складі роти, захопив вісімнадцять зенітних 105-мілімітрових гармат і велика кількість боєприпасів. Відбив кілька контратак гітлерівців. В одній з них був важко поранений.
Указом Президії Верховної Ради СРСР від 10 квітня 1945 року за мужність, відвагу і героїзм, проявлені в боротьбі з німецько-фашистськими загарбниками, сержантові Лютому Григорію Михайловичу присвоєно звання Героя Радянського Союзу з врученням ордена Леніна і медалі «Золота Зірка» (№ 8165).
У вересні 1945 року старшина Лютий демобілізований. Жив у місті Смілі Черкаської області. Працював головою Смілянського районного споживчого союзу. Обирався депутатом районної Ради народних депутатів. Член ВКП(б) з 1950 року. Помер 21 жовтня 1986 року.

## Нагороди, шана
- орден Леніна
- орден Жовтневої Революції
- орден Вітчизняної війни 1-го ступеня
- медалі
- почесне звання "Заслужений працівник торгівлі УРСР"
- за ударну працю в 1982 році портрет Лютого Г. М. поміщений на алеї Трудової Слави на Виставці досягнень народного господарства України.